# Mea de Jong
Pour les articles homonymes, voir de Jong.
 (décembre 2018).
Si vous disposez d'ouvrages ou d'articles de référence ou si vous connaissez des sites web de qualité traitant du thème abordé ici, merci de compléter l'article en donnant les références utiles à sa vérifiabilité et en les liant à la section « Notes et références ».
 Mea de Jong, née le 20 janvier 1988 aux Pays-Bas, est une actrice, réalisatrice et scénariste néerlandaise.

## Carrière
Elle est la fille du réalisateur et producteur Ate de Jong.

## Filmographie

### Actrice
- 2002 : Fogbound de Ate de Jong[3]
- 2005-2009 : Jardins secrets de Linda de Mol :  Merel van Kampen
- 2011 : Vipers Nest (nl) de Will Koopman[4]
- 2017 : Human Zoos de Stephane Kaas

### Réalisatrice et scénariste
- 2019 : La Face cachée des emojis (Beyond Emoji)[5]
- 2014 : If Mama Ain't Happy, Nobody's Happy[6]